# NGC 1055
NGC 1055 je spiralna galaksija u zviježđu Kita. Nama je okrenuta rubom. Galaksija ima izraženo središnje zadebljanje kojeg, gledano iz naše perspektive, dijelom skriva široka, čvorasta tamna traka plina i prašine. Spiralni krakovi su izdugnuti iz ravnine diska galaksije, te skrivaju gornju polovicu središnje izbočine. 
Ova je galaktika dio binarnog sustava kojeg čini sa svijetlom spiralnom galaksijom M77 (NGC 1068). Ove su dvije galaktike najveće u maloj grupi galaktika koja uključuje i NGC 1073, te 5 drugih nepravilnih galaksija.
Galaksije NGC 1087, NGC 1090, i NGC 1094, iako su blizu na našem nebu, nisu i fizičku blizu ovog skupa, već se nalaze u pozadini. 
Na osnovu crvenog pomaka, uz Hubbleovu konstantu od 62 km/s po Mpc, gruba provjena udaljenosti NGC 1055 daje 52 milijuna ly, uz promjer od oko 115,800 ly. Udaljenost između NGC 1055 i M77je oko 442,000 ly.
NGC 1055 je snažan infracrveni i radio izvor, posebno na valnim duljinama toplog ugljikova monoksida, što se tumači neobično intenzivnim stvaranjem zvijezda.
Najvjerojatnije imaprijelaznu jezgru , iako postoji i mala šansa da se radi o LINER-u (Low-ionization nuclear emission-line region).